# Фостер, Боб (мотоциклист)
Альфред Роберт Фостер, более известный как Боб Фостер (англ. Alfred Robert "Bob" Foster; 16 марта 1911, Глостершир, Англия — 22 марта 1982) — британский мотогонщик, чемпион мира по шоссейно-кольцевым мотогонкам серии Гран-При в классе 350cc (1950).

## Биография
Расцвет карьеры Боба пришелся на тридцатые —сороковые годы прошлого века, когда он выступал в составе различных заводских команд, в частности Velocette, AJS, Levis и New Imperial. Он выиграл много гонок, в том числе одну из самых престижных того времени — Isle of Man TT, а в 1950 году стал чемпионом мира по шоссейно-кольцевым мотогонкам серии Гран-При в классе 350cc, выступая на мотоцикле Velocette MkVIII.